# Borgerlige Partisaner

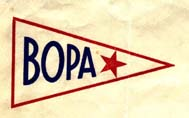
Logo del BOPA su un gagliardetto

I BOPA (Borgelige Partisaner, Partigiani Borghesi) furono un gruppo della Resistenza danese della seconda guerra mondiale che prese spunto da un preesistente gruppo di matrice comunista, il KOPA (Kommunistiske Partisaner, "Partigiani Comunisti"), formato da reduci della guerra civile spagnola ed organizzato in cellule che si attivarono solo dopo l'invasione dell'Unione Sovietica.

## Genesi
A causa della scarsità di armi a disposizione, le cellule dell'organizzazione inizialmente si limitarono ad attacchi con bottiglie molotov, ma in un episodio un gruppo di studenti che non erano stati accettati in precedenza perché ritenuti "elitari" diede fuoco a una fabbrica di attrezzature elettroniche di Hellerup, la Dansk Industrisyndikat; il successo dell'attacco ne permise l'ammissione al gruppo e gli studenti per gioco iniziarono a definirsi BOPA, in contrasto con la sigla originale.

## Operatività
Col passare del tempo questo divenne il nome più noto del gruppo, che effettuò anche altri attentati ad aziende che fornivano i tedeschi come la Burmeister & Wain (cantieristica navale e motori) e la Dansk Riffel Syndikat (azienda di costruzioni meccaniche compartecipata dalla A.P. Møller-Mærsk Gruppen e produttrice di armi automatiche con il nome Madsen) nel 1943, ancora alla Riffelsyndikatet e poi alla Global nel 1944 ed alla Always nel 1945; la produzione alla Riffelsyndikatet cessò fino alla fine della guerra per i danni riportati, nonostante in concomitanza del  precedente attentato del 1943 il presidente A.P. Møller fosse volato a Stoccolma per dichiarare ad un giornalista del quotidiano danese Politiken che questi sabotaggi fossero contrari agli interessi danesi.
La forza del gruppo si attestò su 125-175 membri e sono state loro accreditate circa 1000 azioni, su molti bersagli industriali come le fabbriche di apparati radio  Torotor a Ordrup e Always, e aziende produttive nei settori meccanici, armi e cantieristica tra cui oltre a quelle già citate,  Ambi, Atlas, Dan, General Motors, Glud & Marstrand, Globus, Nordwerk, Neutrofon.
Uno degli ultimi e di grande rilievo fu l'attacco all'incrociatore tedesco Nürnberg praticamente alla fine della guerra; dopo la resa venne condotta da sommozzatori danesi un'operazione di sminamento per mettere in sicurezza l'incrociatore leggero tedesco Nürnberg, sotto il quale era stata depositata da resistenti danesi prima della resa tedesca una carica esplosiva il cui sistema di innesco non aveva funzionato; inizialmente il comandante tedesco pensò ad un attacco e minacciò di troncare il tubo dell'aria del sommozzatore, ma una volta informato offrì uno dei suoi uomini per un lavoro congiunto e la carica venne rimossa senza problemi. Nonostante il fallimento, l'attentato destò un forte scalpore in Danimarca e il BOPA tenne una conferenza stampa dieci giorni dopo la resa, il 15 maggio, nello Otto Mønsted Building in Copenaghen, nel quale l'attentato ebbe un posto di rilievo; il fatto fu oggetto di un articolo dello Jyllands-Posten. In realtà un precedente attentato era stato effettuato minando un tunnel sotto il precedente punto di ormeggio dell'incrociatore, e l'ordigno esplose con danni non rilevanti alla nave, che avrebbe piuttosto dovuto essere pesantemente danneggiata dal crollo di alcune gru vicine al punto di esplosione; le gru però non crollarono.

## Appartenenti
Tra gli appartenenti al gruppo: Olaf Pedersen, Hans Pedersen, Harald Nielsen, Willy Olsen, Felix Heiman, Erik S. Saxtorph, Eigil Larsen, Svend Åge Olsen, Johs. Glavind, Svend Jørgensen, Poul Pedersen, Roald Thomsen, Johnny Nielsen e Kaj Nielsen.